# روبرت ماركوسي
روبرت ماركوسي (14 أغسطس 1976 بأرمينيا - ) هو لاعب كرة قدم إيراني في مركز الهجوم. شارك مع منتخب إيران لكرة القدم. أما مع النوادي، فقد لعب مع نادي ارارات طهران ونادي برق شيراز ونادي بيكان ونادي صبا قم وShahrdari Arak F.C. ‏.

## وصلات خارجية
- روبرت ماركوسي على موقع قاعدة بيانات كرة القدم.إي يو (الإنجليزية)
- روبرت ماركوسي على موقع ناشيونال فوتبول تيمز (الإنجليزية)
- روبرت ماركوسي على موقع عالم كرة القدم.نت (الإنجليزية)